# Роднички (Карагандинская область)
Роднички (каз. Роднички) — село в Осакаровском районе Карагандинской области Казахстана. Входит в состав сельского округа Акбулак. Код КАТО — 355671300.

## Население
В 1999 году население села составляло 111 человек (69 мужчин и 42 женщины). По данным переписи 2009 года, в селе проживало 50 человек (30 мужчин и 20 женщин).